# Eulerjeva premica
Eulerjeva prémica [òjlerjeva ~] je v geometriji premica v poljubnem neenakostraničnem trikotniku, ki poteka skozi več njegovih pomembnih točk. Na sliki je prikazana z rdečo. Poteka skozi štiri klasične posebne točke trikotnika: višinsko točko V (modro), središče očrtane krožnice M (zeleno), težišče S (oranžno) in skozi središče krožnice devetih točk (rdeče).
Leonhard Euler je leta 1765 pokazal, da so v poljubnem trikotniku višinska točka, središče očrtane krožnice, težišče in središče kroga devetih točk kolinearne. V enakostraničnem trikotniku točke sovpadajo. Središče kroga devetih točk leži na Eulerjevi premici med višinsko točko in središčem očrtane krožnice, razdalja od težišča do središča očrtane krožnice pa je enaka polovici razdalje od težišča do višinske točke. Tako velja:
{\displaystyle {\overline {SM}}={\frac {\overline {SV}}{2}}\!\,.}
Druge pomembne točke trikotnika, ki ležijo na Eulerjevi premici, so: de Longchampsova točka, Schifflerjeva točka, Exetrova točka in druge. Središče včrtane krožnice leži na Eulerjevi premici le v enakokrakih trikotnikih.